# Kapteyn b
Kapteyn b és un exoplaneta descobert el 2014 per l'equip HARPS de l'Observatori de la Silla (Xile) i confirmat posteriorment per altres observatoris al voltant del món. Situat a 12,8 anys llum, és l'exoplaneta més proper al sistema solar amb possibilitats d'albergar vida després de Tau Ceti e.

## Característiques
Kapteyn b orbita a l'estrella de Kapteyn, una nana roja amb una massa estimada de 0,28 masses solars i un radi de 0,29 radis solars. Amb una temperatura superficial de 3.550 K, té només un 1,2% de la lluminositat del Sol. La seva metal·licitat, de -0,89, és extremadament baixa, cosa que indica una escassesa d'elements pesants en el sistema (és a dir, tots excepte l'hidrogen i l'heli). La baixa metal·licitat afavoreix als partidaris d'un Kapteyn b gasós (minineptú) i, en qualsevol cas, demostra l'antiguitat del sistema (amb una edat estimada en 11.500 milions d'anys).

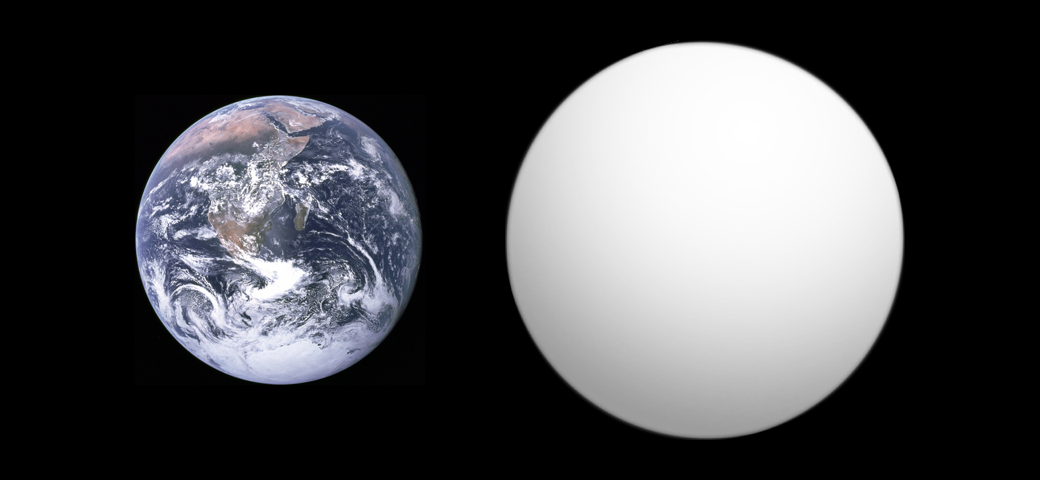
Grandària aproximada de Kapteyn b en comparació de la Terra.

El planeta compta amb una massa de 4,8 masses terrestres i un radi d'1,64 radis terrestres, dades que el situen just en el límit entre els planetes tel·lúrics i els minineptuns. Per tant, Kapteyn b podria ser una superterra, un minineptú o una transició entre tots dos; encara que donada la seva metal·licitat probablement és un gegant gasós. En cas de no ser així, la seva temperatura mitjana superficial (assumint una albedo i atmosfera similars a les de la Terra), seria de -26,95 °C, que el converteixen en un psicroplaneta.
Kapteyn b s'hi troba a la zona d'habitabilitat del seu estel, amb una òrbita molt el·líptica que el situa a 0,13 ua de la mateixa durant el seu periastre i l'allunya a 0,20 ua durant l'apoastre (és a dir, durant el seu any de 48,62 dies, passa de la frontera interna a l'externa de la zona habitable). En qualsevol cas, donada la poca lluminositat del seu estel, tota la zona d'habitabilitat del sistema s'hi troba dins del límit d'ancoratge per marea i, tret que la seva excentricitat haja aconseguit una ressonància orbital similar a la de Mercuri, és molt probable que presente sempre una mateixa cara al seu estel (comptant amb un hemisferi diürn i un altre nocturn).
Disposa d'un company en el sistema de major grandària, Kapteyn c, que orbita a l'estel Kapteyn a una distància encara major, més enllà de la zona habitable.

## Habitabilitat
L'índex de similitud amb la Terra de Kapteyn b és del 67%, molt similar al de Mart (64%). El seu potencial per albergar vida és molt escàs, considerant la seva baixa temperatura d'equilibri, les seves dimensions i metal·licitat (pròpies d'un minineptú), el seu probable ancoratge per marea i els problemes derivats de la pertinença a una nana vermella. No obstant això, el seu estel és molt antic i, d'haver estat fulgurant durant els seus primers milers de milions d'anys de vida, fa molt que hauria deixat enrere aquesta fase. A més, donada la seva edat, qualsevol organisme present al planeta hauria tingut molt més temps per evolucionar que els éssers vius de la Terra.
En el futur, noves eines podran efectuar anàlisis espectroscòpiques de l'atmosfera de Kapteyn b, cosa que permetrà conèixer la seva temperatura real, composició atmosfèrica i la presència (o absència) de vida.